# جائزة إسبانيا الكبرى للدراجات النارية 1991
جائزة إسبانيا الكبرى للدراجات النارية 1991 هو سباق دراجات نارية أقيم بتاريخ 12 مايو 1991 في حلبة خيريز. كان الجولة الرابعة من أصل 15 في سباق الجائزة الكبرى للدراجات النارية موسم 1991. فاز الأسترالي ميك دوهان بفئة 500 سي سي بينما جاء الأمريكي جون كوسينسكي في المركز الثاني وحصل على المركز الثالث الأمريكي وين ريني.

## وصلات خارجية
- الموقع الرسمي